# Powys uralkodóinak listája

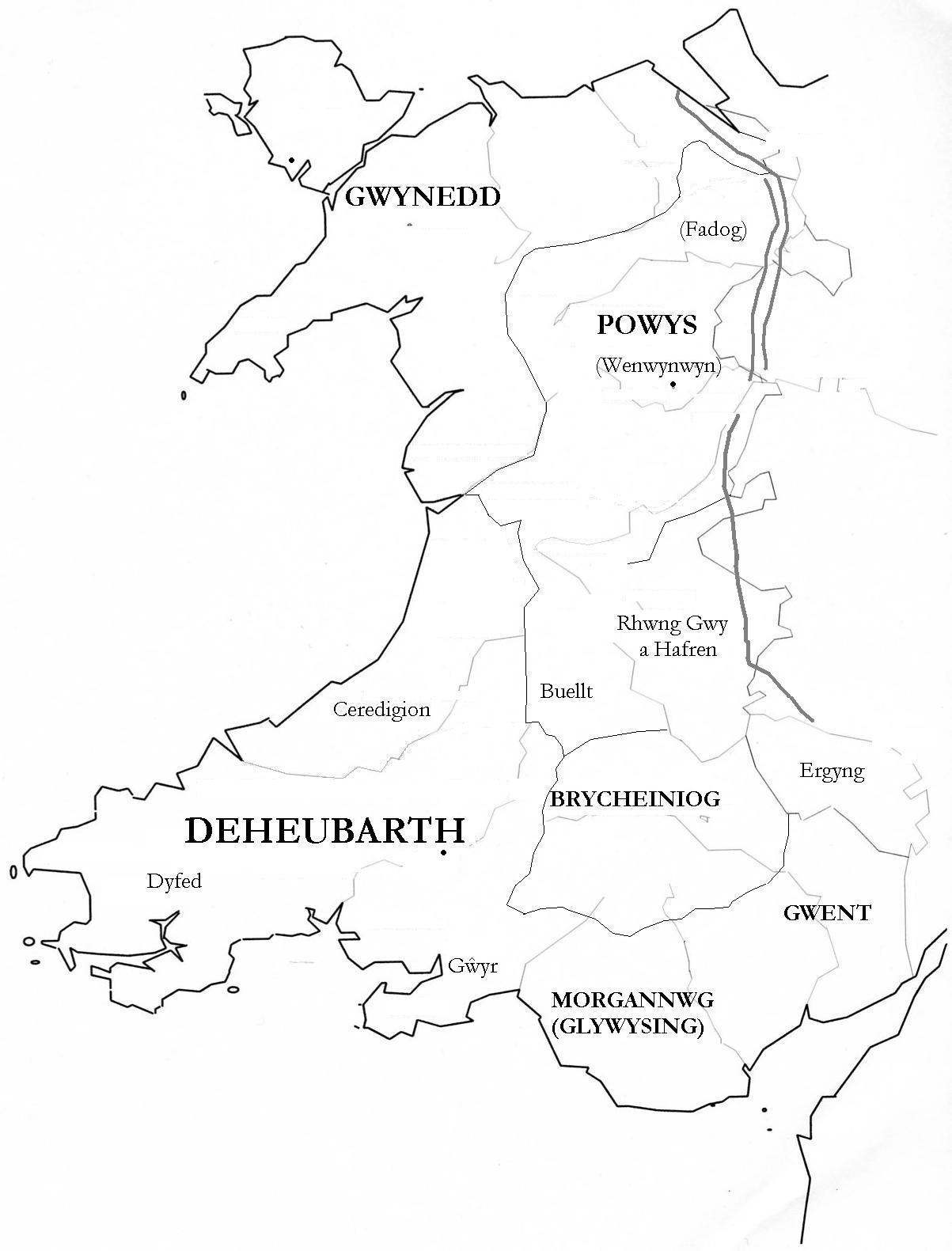
Wales az angol hódítás előtt.

Mielőtt Wales normann hódítása 1282-ben befejeződött, Wales több, független, kisebb királyságból állt. Ezek közül a legjelentősebbek Gwynedd, Powys, Deheubarth (eredetileg Seisyllwg és Dyfed), Gwent és Morgannwg. A határváltozások és a helyi öröklési rend (nemcsak a legidősebb fiú örökölt, hanem egyenlően osztották el az apai örökséget) miatt kevés uralkodó jutott közel ahhoz, hogy egész Wales királya legyen.
A listán Powys királyai szerepelnek.

## Az egységes Powys
| Uralkodó | Hatalmon volt           | Megjegyzések                        |
| --- | ----------------------- | ----------------------------------- |
| Powys királyai                                                                                               |                         |                                     |
| Gwrtheyrn | ?–404                   |                                     |
| Cadeynr | 404–441                 |                                     |
| Banadl | 441–447                 |                                     |
| Cadell Ddyrnllwg (* 430)                                                                                     | 447–460 körül           |                                     |
| Rhyddfedd Frych (* 435)                                                                                      | 460–480 körül           |                                     |
| Cyngen Glodrydd (* 470)                                                                                      | 480–530 körül           |                                     |
| Pasgen ap Cyngen (* 500)                                                                                     | 530–540 körül           |                                     |
| Morgan ap Pasgen (* 520)                                                                                     | 540–550 körül           |                                     |
| Brochwel Ysgithrog (* 502)                                                                                   | 550–570 körül           |                                     |
| Cynan Garwyn                                                                                                 | 570–610                 |                                     |
| Selyf ap Cynan                                                                                               | 610–613–616             |                                     |
| Manwgan ap Selyf                                                                                             | 613–613                 |                                     |
| Eiludd Powys                                                                                                 | 613–643                 |                                     |
| Beli ap Eiludd                                                                                               | 643–695                 |                                     |
| Gwylog ap Beli                                                                                               | 695–725                 |                                     |
| Elisedd ap Gwylog                                                                                            | 725–755                 |                                     |
| Brochfaell ap Elisedd                                                                                        | 755–773                 |                                     |
| Cadell Powys                                                                                                 | 773–808                 |                                     |
| Cyngen ap Cadell                                                                                             | 808–854–855             |                                     |
| Rhodri Mawr ap Merfyn (* 820 k.)                                                                             | 854–878                 | Gwynedd uralkodója is.              |
| Merfyn ap Rhodri                                                                                             | 878–900                 |                                     |
| Llywelyn ap Merfyl                                                                                           | 900–942                 | [ 1 ]                               |
| Hywel Dda ap Cadell (* 880 k.)                                                                               | 942–950                 | Gwynedd uralkodója is.              |
| Owain ap Hywel                                                                                               | 950–986                 | [ 2 ]                               |
| Maredudd ab Owain(* 938)                                                                                     | 986–999                 | [ 3 ]                               |
| Llywelyn ap Seisyll (* 974)                                                                                  | 999–1023                | [ 4 ]                               |
| Rhydderch ab Iestyn                                                                                          | 1023–1033               |                                     |
| Iago ab Idwal ap Meurig                                                                                      | 1033–1039               | Gwynedd uralkodója is.              |
| Gruffydd ap Llywelyn (* 1007)                                                                                | 1039–1063. augusztus 5. | Gwynedd trónját is elfoglalta.      |
| Powys hercegei                                                                                               |                         |                                     |
| Bleddyn ap Cynfyn (* 1025)                                                                                   | 1063–1075               | [ 6 ]                               |
| Iorwerth ap Bleddyn                                                                                          | 1075–1103               | Csak a hercegség egy részét uralta. |
| Cadwgan ap Bleddyn (* 1053)                                                                                  | 1075–1111               | Csak a hercegség egy részét uralta. |
| Owain ap Cadwgan                                                                                             | 1111–1116               |                                     |
| Maredudd ap Bleddyn (* 1047)                                                                                 | 1116–1132               |                                     |
| Madog ap Maredudd                                                                                            | 1132–1160               |                                     |
| 1160 után Powys két részre szakadt, a délit Powys Wenwynwyn az északit pedig Powys Fadog névre keresztelték. |                         |                                     |

## A kettészakadt Powys
| Uralkodó                              | Hatalmon volt  | Megjegyzések |
| ------------------------------------- | -------------- | ------------ |
| Owain Cyfeiliog (* 1130 k.)           | 1160–1195–1197 | [ 7 ]        |
| Gwenwynwyn ab Owain                   | 1195–1216      |              |
| Gruffydd ab Gwenwynwyn                | 1216–1286      |              |
| Az angolok támadása elsöpörte Powyst. |                |              |

| Uralkodó                              | Hatalmon volt | Megjegyzések |
| ------------------------------------- | ------------- | ------------ |
| Grufydd Maelor                        | 1160–1191     |              |
| Madog ap Gruffydd Maelor              | 1191–1236     |              |
| Gruffydd ap Madog                     | 1236–1269     | [ 8 ]        |
| Madog ap Gruffydd                     | 1269–1277     | [ 9 ]        |
| Gruffydd Fychan                       | 1277–1289     | [ 10 ]       |
| Az angolok támadása elsöpörte Powyst. |               |              |